# 金塘海底隧道
金塘海底隧道是浙江省建设中的一组海底铁路隧道，位于宁波市北仑区和舟山市定海区之间，灰鳖洋金塘水道水下。隧道群由铁路隧道和公路隧道组成。铁路隧道服务于甬舟铁路，为单洞双线隧道，全长16.2千米，其中海底盾构段11.21千米，2020年12月22日开工建设。2025年5月29日進入海域段施工。公路隧道服务于甬舟复线高速公路，尚处于前期规划中。